# Neolimonia argenteceps
Neolimonia argenteceps là một loài ruồi trong họ Limoniidae. Chúng phân bố ở miền Tân bắc.